# جوپیتر اینلت کالونی (فلوریدا)
جوپیتر اینلت کالونی (به انگلیسی: Jupiter Inlet Colony) شهرکی در شهرستان پام بیچ ایالت فلوریدا است که در سال ۱۹۵۹ بنیان‌گذاری شده‌است. این شهرک طبق سرشماری سال ۲۰۱۰ میلادی، ۴۰۰ نفر جمعیت داشته و مساحت آن نیز ۰٫۶ کیلومتر مربع است.